# Agrotis spiculifera
Agrotis spiculifera är en fjärilsart som beskrevs av Achille Guenée 1852. Agrotis spiculifera ingår i släktet Agrotis och familjen nattflyn. Inga underarter finns listade i Catalogue of Life.